# 玉山詩
玉山 詩（たまやま うた、2002年9月1日 - ）は、日本の俳優（子役）。京都府出身。劇団往来所属。現在は芸能活動を休止している。

## 来歴
2008年、5歳の時に吉本新喜劇第1回茂造の孫オーディションにて1439人の中から選ばれ、辻本茂雄演じる「茂造じいさん」の孫役の1人を演じて子役としてデビュー。同作はその後も「茂造シリーズ」としてシリーズ化され、2017年の第9作まで出演を続ける。
初出演した吉本新喜劇で演出を手掛けた鈴木健之亮のもとで本格的に芝居を学びたいと、公演後に鈴木が代表を務める劇団往来へ所属。2011年の『水戸黄門』出演を皮切りに、テレビドラマ、映画など映像作品にも出演している。2016年にはNHK連続テレビ小説『べっぴんさん』に出演し、主要キャストの幼少期を演じた。
2018年春の高校進学にともない、学業に専念するため芸能活動を休止。復帰時期は未定。

## 出演

### 舞台

#### 吉本新喜劇公演
- 茂造の子守歌（2008年、なんばグランド花月）
- 茂造の孫と過ごした最後の夏（2010年、なんばグランド花月）
- 茂造の閉ざされた少年時代〜アンコール公演〜（2012年、なんばグランド花月）
- 茂造のよみがえる祖先（2012年、よしもと祇園花月）
- 茂造の失われた記憶（2013年、よしもと祇園花月）
- 茂造の決意!（2014年、よしもと祇園花月）
- 茂造の美しき謎（2015年、よしもと祇園花月）
- 茂造の青春時代!（2016年、よしもと祇園花月）
- 茂造の絆 きずな（2017年、よしもと祇園花月）

### テレビドラマ
- 水戸黄門 第42部 第20話（2011年3月7日、TBS）
- 堀江ブギーデイズ 第3話（2012年2月9日、関西テレビ）
- 遺品整理人 谷崎藍子III 〜48年目の証人〜（2012年11月5日、MBS・TBS）
- 大奥〜誕生［有功・家光篇］ 第8話（2012年11月30日、TBS） - 稲葉正勝（幼少期） 役
- 妻は、くノ一（2013年4月 - 5月、NHK BSプレミアム）- ハチ 役
- 銀二貫（2014年4月 - 6月、NHK） - 彦坂鶴之輔 役
- 鵜飼いに恋した夏（2014年11月12日、NHK BSプレミアム） - 宮島宗佑（幼少期） 役
- 一路（2015年7月 - 9月、NHK BSプレミアム） - 蒔坂一太郎 役
- 鬼平犯科帳スペシャル 浅草・御厩河岸（2015年12月18日、フジテレビ） - 柳谷の丁稚
- ちかえもん（2016年1月 - 3月、NHK） - 定吉 役
- オバベン2 -京都ふたりの女弁護士-（2016年2月29日、TBS） - 笠木駿 役
- 伝七捕物帳 第2回（2016年7月22日、NHK BSプレミアム） - 竹蔵（幼少期） 役
- 連続テレビ小説 べっぴんさん（2016年10月、NHK） - 田中紀夫（幼少期） 役

### 映画
- 円卓 こっこ、ひと夏のイマジン（2014年、東宝映像事業部） - クラスメート 役
- ベイブルース 〜25歳と364日〜（2014年、よしもとクリエイティブ・エージェンシー） - 高山知浩（幼少期） 役

### ラジオドラマ
- FMシアター 雨のリズム（2017年4月15日、NHK-FM）